# Atropin
Atropin er et alkaloid som bl.a. kan udvindes fra Galnebær (Atropa belladonna) og andre planter i Natskygge-familien (Solanaceae). Det er navngivet efter Atropos, en af de tre skæbnegudinder i græsk mytologi.
Atropin betragtes normalt som en farlig gift, og de planter der indeholder atropin i større mængde, f.eks. Galnebær anses som regel for værende dødeligt giftige. Har man spist plantedele eller bær der indeholder atropin bør man straks søge læge. Atropin findes også i Bulmeurt, der dog ligesom galnebær er forholdsvis sjælden i Danmark. Galnebær ligner til forveksling kirsebær, mens der næppe er nogen der frivilligt vil indtage dele af bulmeurt. Desuden finde atropin i Pigæble og Engletrompet der begge er mere almindelige – både i haven og drivhuset.

## Anvendelser
Atropin bruges også som hjertemedicin og som modgift mod en række krigsgasser bl.a. Tabun (GA), Sarin (GB), Soman (GD) og VX.
Atropin hæmmer parasympaticus' virkning, og giver derved takykardi. Derfor bruges det til langsomme hjerterytmer, bradykardi.
Atropin kan bruge i hjertestop behandling, ved langsomme rytmer {\displaystyle HR<60^{-1}}.
Atropin dryppet i øjnene får pupillerne til at udvide sig og blev almindeligt brugt af øjenlæger før i tiden. Anvendelsen af atropin til dette formål er blevet sjældnere, mest i forbindelse med at flere øjenundersøgelser foregår hos optikeren eller med mere moderne apparatur. I oldtiden brugte kvinder i overklassen atropin-mikstur dryppet i øjnene for at få større pupiller af rent kosmetiske årsager – heraf det videnskabelige efternavn for galnebær, belladonna, der betyder "smuk kvinde".

## Eksterne links
Du kan læse mere om atropin som lægemiddel på medicinhåndbogen.dk

## Kemi
Atropin er en blanding af D-hyoscyamin og L-hyoscyamin.